# 街渡

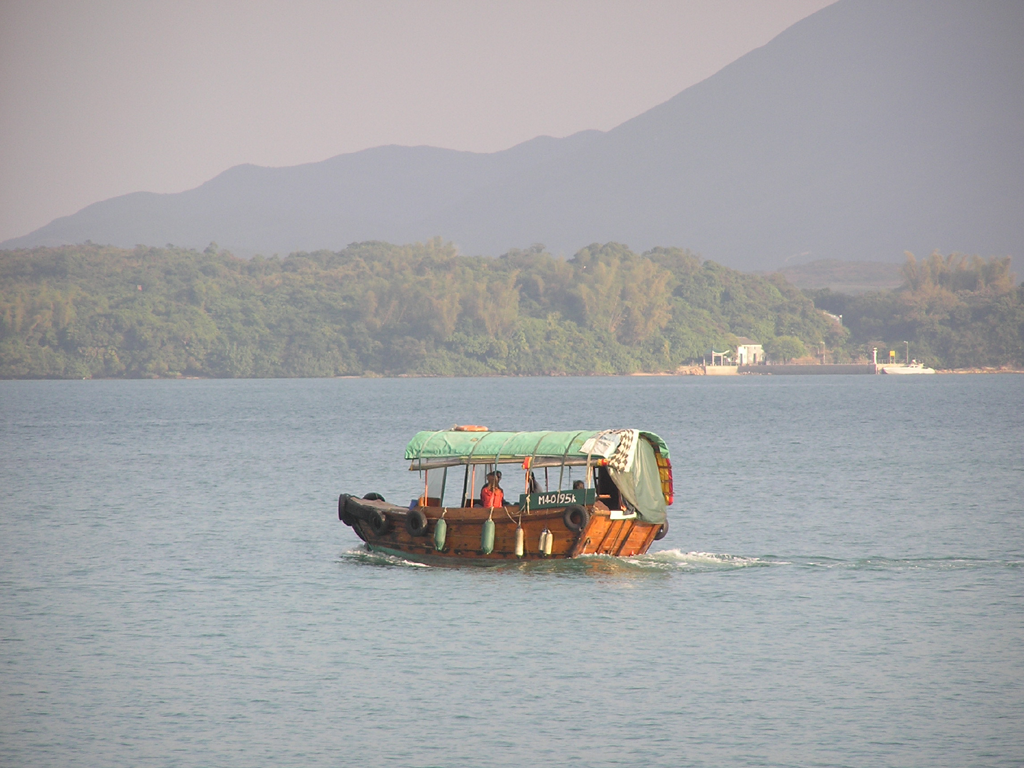
街渡

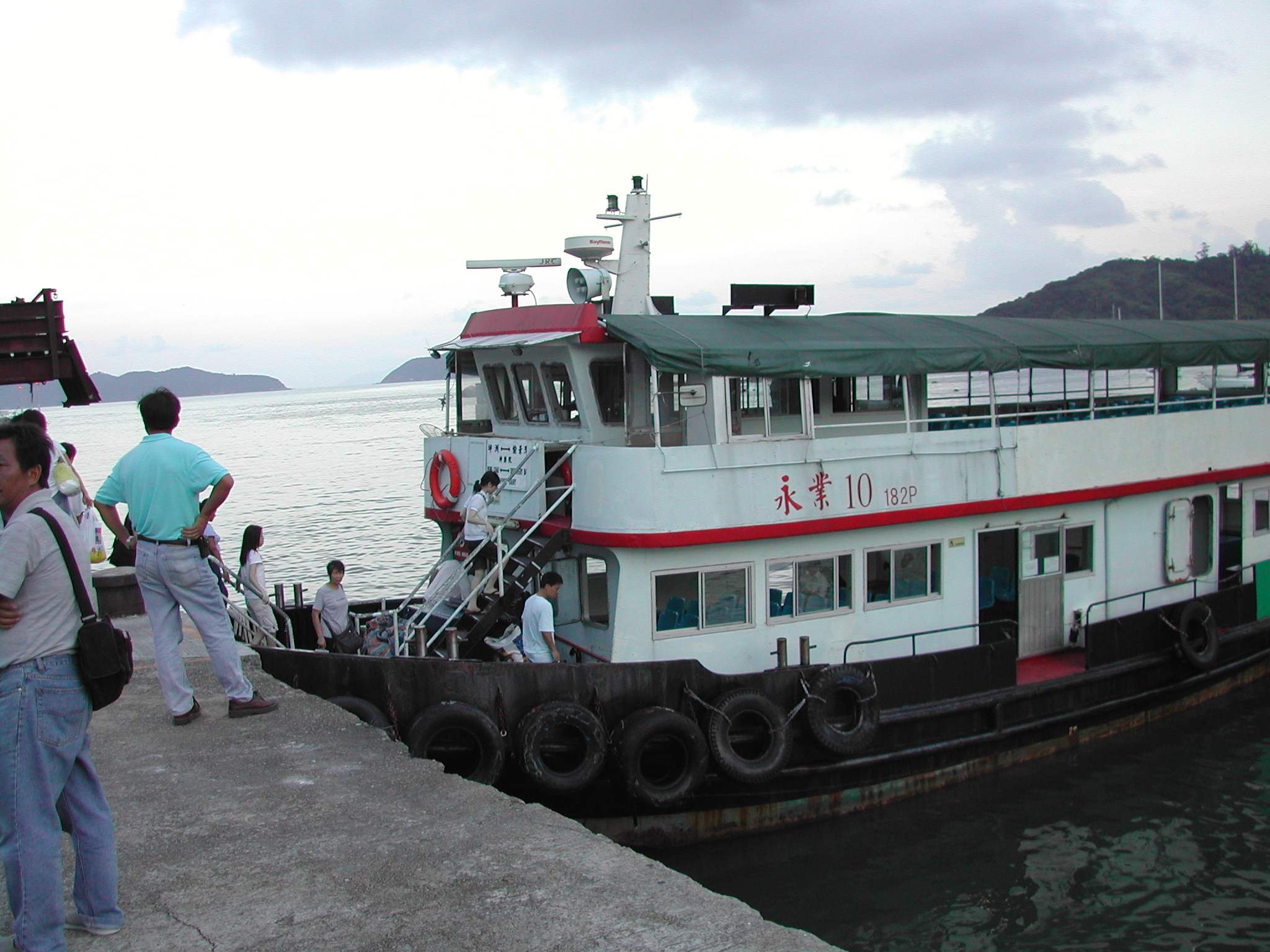
一艘服務連接坪洲及愉景灣的大型街渡船隻

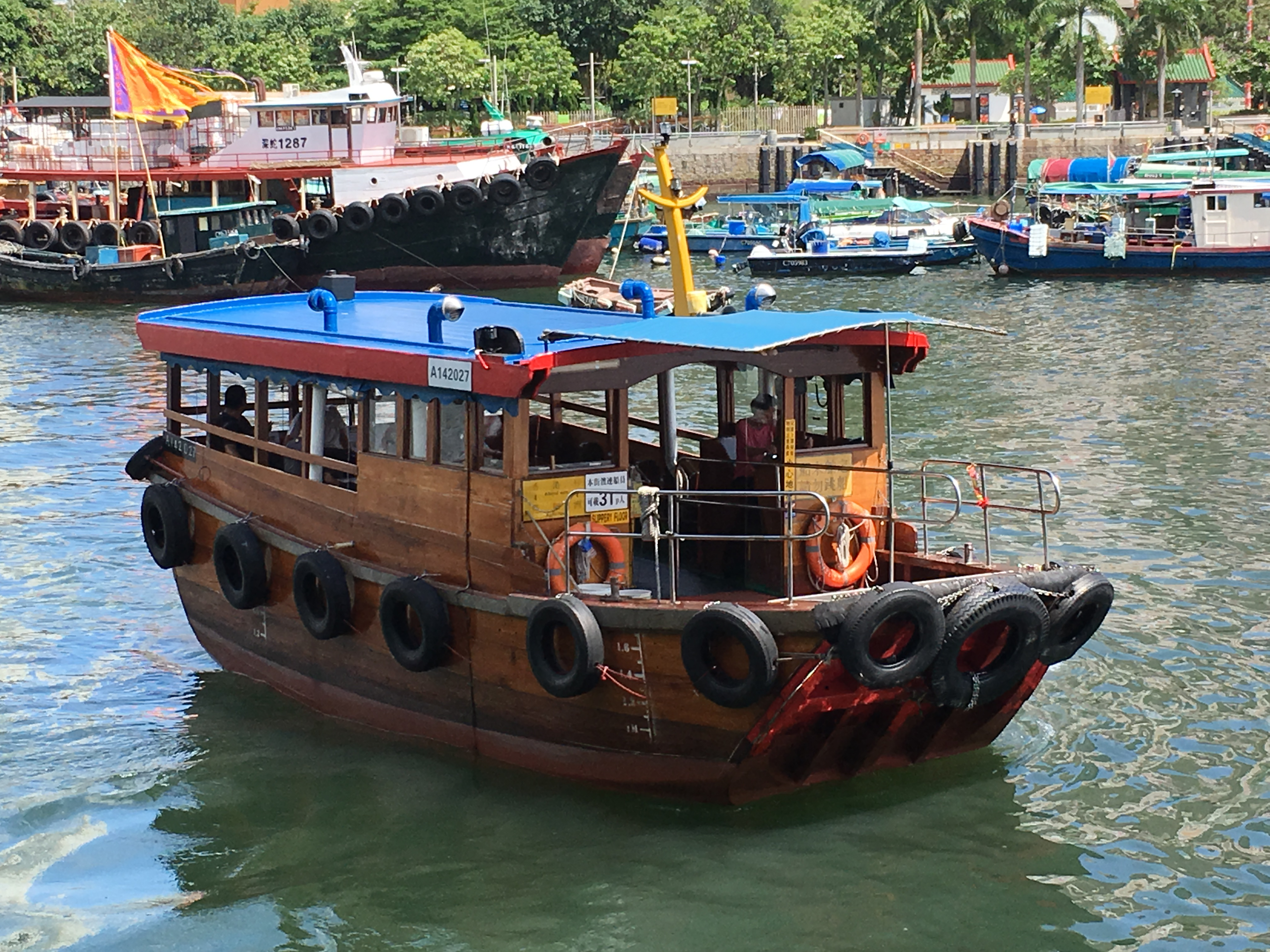
一艘服務連接香港仔海濱公園及鴨脷洲大街的街渡

街渡，本作街艔，是香港的一種小型渡輪，惟載客量較少，主要提供短程的水上客運服務，往返大嶼山、坪洲、長洲、南丫島及其他離島等交通不便的地區，輔助一般渡輪服務。
街渡由香港政府運輸署發牌及監管，現時香港總共有78條固定的街渡航線。
街渡一般使用載客量較低的摩托船隻。而在香港仔避風塘，提供連接香港仔海濱公園及鴨脷洲大街的街渡服務是使用傳統舢舨（由香港仔小輪營運），收費低廉，故吸引不少外地遊客及當地居民使用。
2020年6月24日，運輸署表示，為協助運輸業界應對當前經濟環境及新型冠狀病毒疫情所帶來的經營壓力，在「防疫抗疫基金」下，政府將向街渡營辦商為其每艘用於街渡航線的船隻提供額外一筆過2萬元的補貼，涉及金額約180萬元，預計7月可接受申請。
由2022年2月27日起，為配合政府「長者及合資格殘疾人士公共交通票價優惠計劃」擴展至獲運輸署核准之街渡航線，由當日起，長者使用長者或個人八達通、合資格殘疾人士使用「殘疾人士身分」個人八達通、以及60-64歲香港居民使用「樂悠咭」，於11條指定街渡航線（參與路線所屬船隻均會在船身當眼位置及八達通收費器會貼上一個標誌，以資識別）可享有每程HK$2的優惠船費，若船費低於HK$2，則只須維持支付原有船費。

## 外部連結
- 運輸署-街渡渡輪服務詳情 （页面存档备份，存于）
- 運輸署-街渡渡輪服務地圖 （页面存档备份，存于）